# Andorre aux Jeux olympiques d'été de 2016
Andorre participe aux Jeux olympiques d'été de 2016 à Rio de Janeiro au Brésil du 5 août au 21 août. Il s'agit de sa 11e participation à des Jeux d'été.

## Athlétisme
| Athlète  | Épreuve        | Tour qualificatif | Tour qualificatif | Demi-finale | Demi-finale | Finale   | Finale  |
| Athlète  | Épreuve        | Résultat          | Rang              | Résultat    | Rang        | Résultat | Rang    |
| -------- | -------------- | ----------------- | ----------------- | ----------- | ----------- | -------- | ------- |
| Pol Moya | 800 m masculin | 1 min 48 s 88     | 37e               | Éliminé     | Éliminé     | Éliminé  | Éliminé |

## Judo
| Athlète      | Compétition           | 1/32 de finale              | 1/16 de finale      | Quart de finale     | Demi-finale         | Repêchage           | Finale / MB         | Finale / MB   |
| Athlète      | Compétition           | Adversaire Résultat         | Adversaire Résultat | Adversaire Résultat | Adversaire Résultat | Adversaire Résultat | Adversaire Résultat | Rang          |
| ------------ | --------------------- | --------------------------- | ------------------- | ------------------- | ------------------- | ------------------- | ------------------- | ------------- |
| Laura Sallés | Moins de 63 kg femmes | Haecker Australie D 000–100 | Pas qualifiée       | Pas qualifiée       | Pas qualifiée       | Pas qualifiée       | Pas qualifiée       | Pas qualifiée |

## Natation
| Athlète        | Épreuve                | Tour qualificatif | Tour qualificatif | Demi-finale | Demi-finale | Final        | Final        |
| Athlète        | Épreuve                | Temps             | Classement        | Temps       | Classement  | Temps        | Classement   |
| -------------- | ---------------------- | ----------------- | ----------------- | ----------- | ----------- | ------------ | ------------ |
| Pol Arias      | 400 m nage libre homme | 4:21.16           | 49e               | NC          | NC          | Non qualifié | Non qualifié |
| Mónica Ramírez | 100 m nage libre Femme |                   |                   |             |             |              |              |

## Tir
| Athlète          | Compétition                  | Qualification | Qualification | Finale | Finale |
| Athlète          | Compétition                  | Points        | Rang          | Points | Rang   |
| ---------------- | ---------------------------- | ------------- | ------------- | ------ | ------ |
| Esther Barrugués | Carabine à 10 m air comprimé | 396.9         | 51e           | NC     | NC     |